# Stanislav Stepașkin
Stanislav Stepașkin (n. 1 septembrie 1940, Moscova, RSFS Rusă, URSS – d. 4 septembrie 2013, Moscova, Rusia) a fost un boxer sovietic, medaliat olimpic. A participat la o ediție a Jocurilor Olimpice (1964) în care a câștigat o medalie de aur.

## Participări
Lista de mai jos prezintă principalele competiții la care a participat Stanislav Stepașkin de-a lungul carierei.
- boxing at the 1964 Summer Olympics – featherweight[*]